# Zwardoń

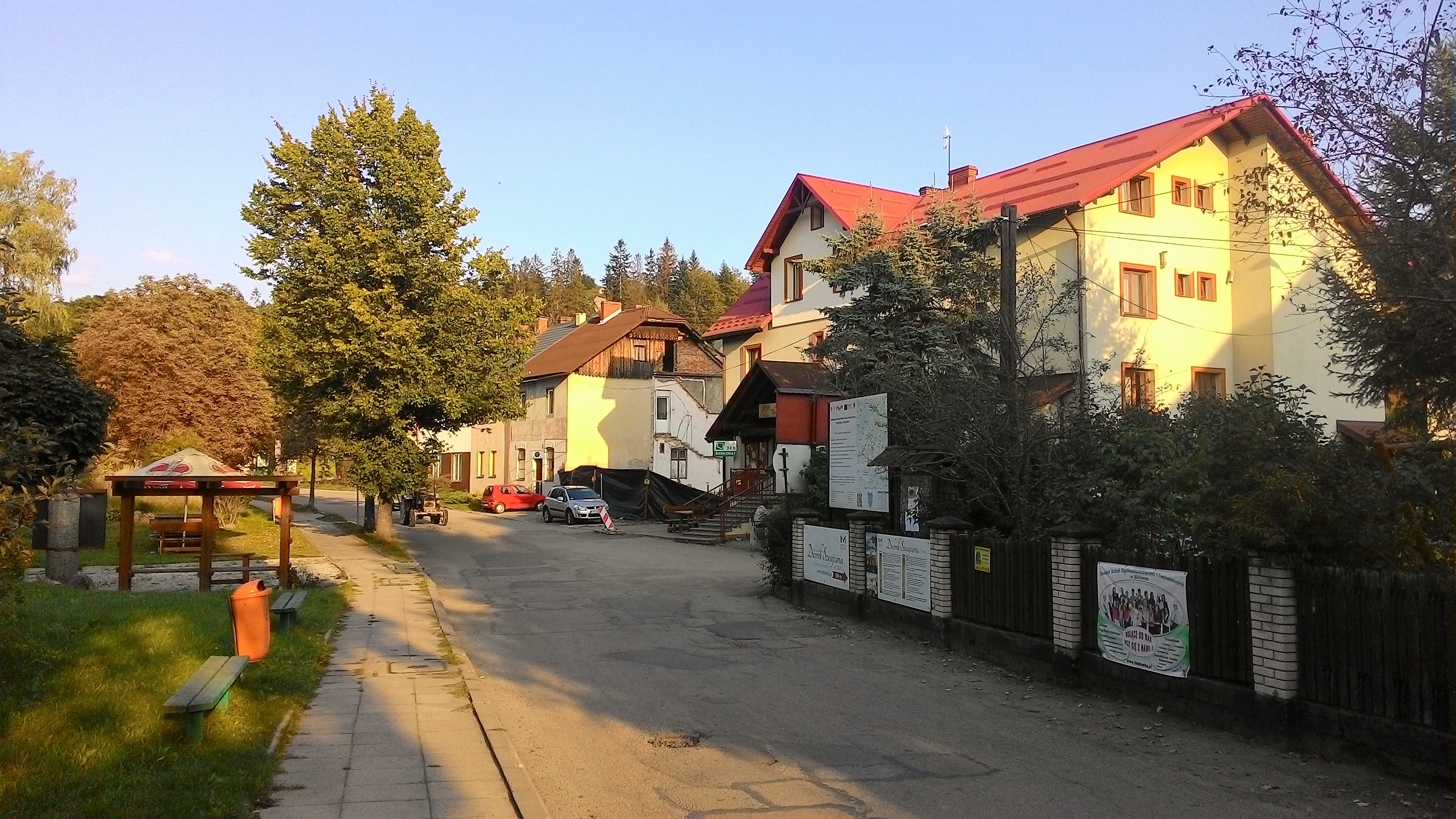
Centrum Zwardonia

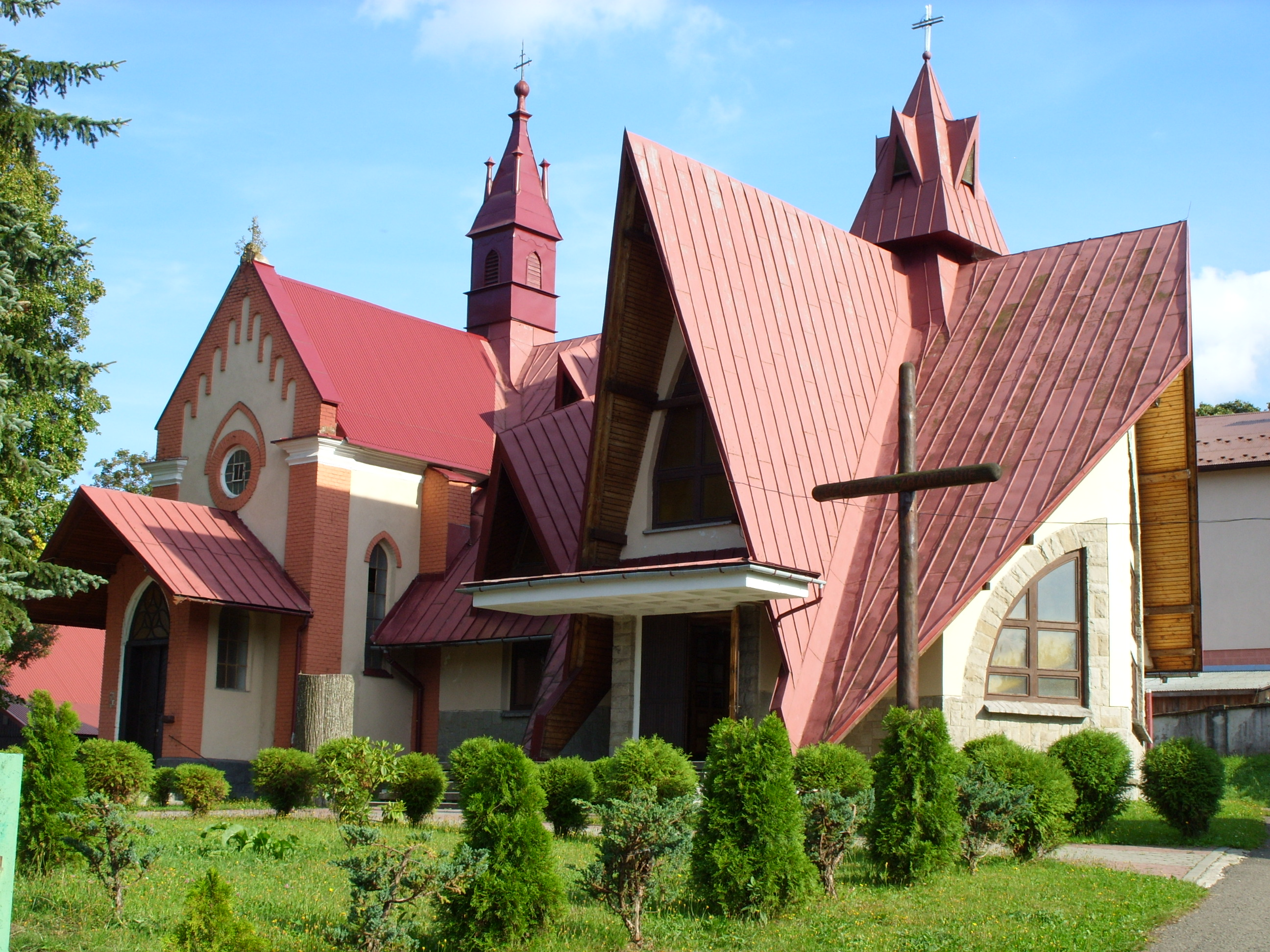
Kościół Nawiedzenia Najświętszej Marii Panny

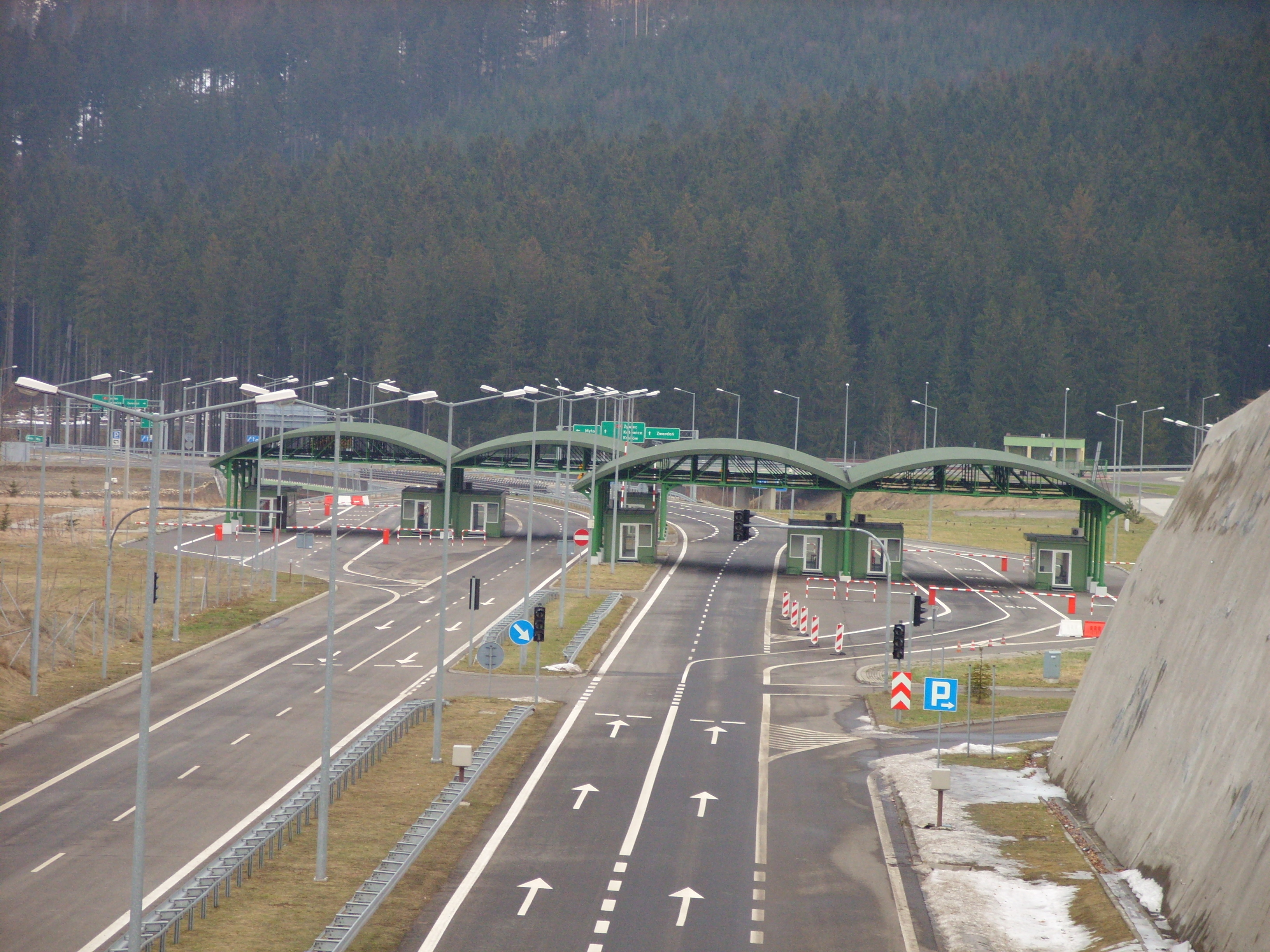
Dawne przejście graniczne Zwardoń-Skalité

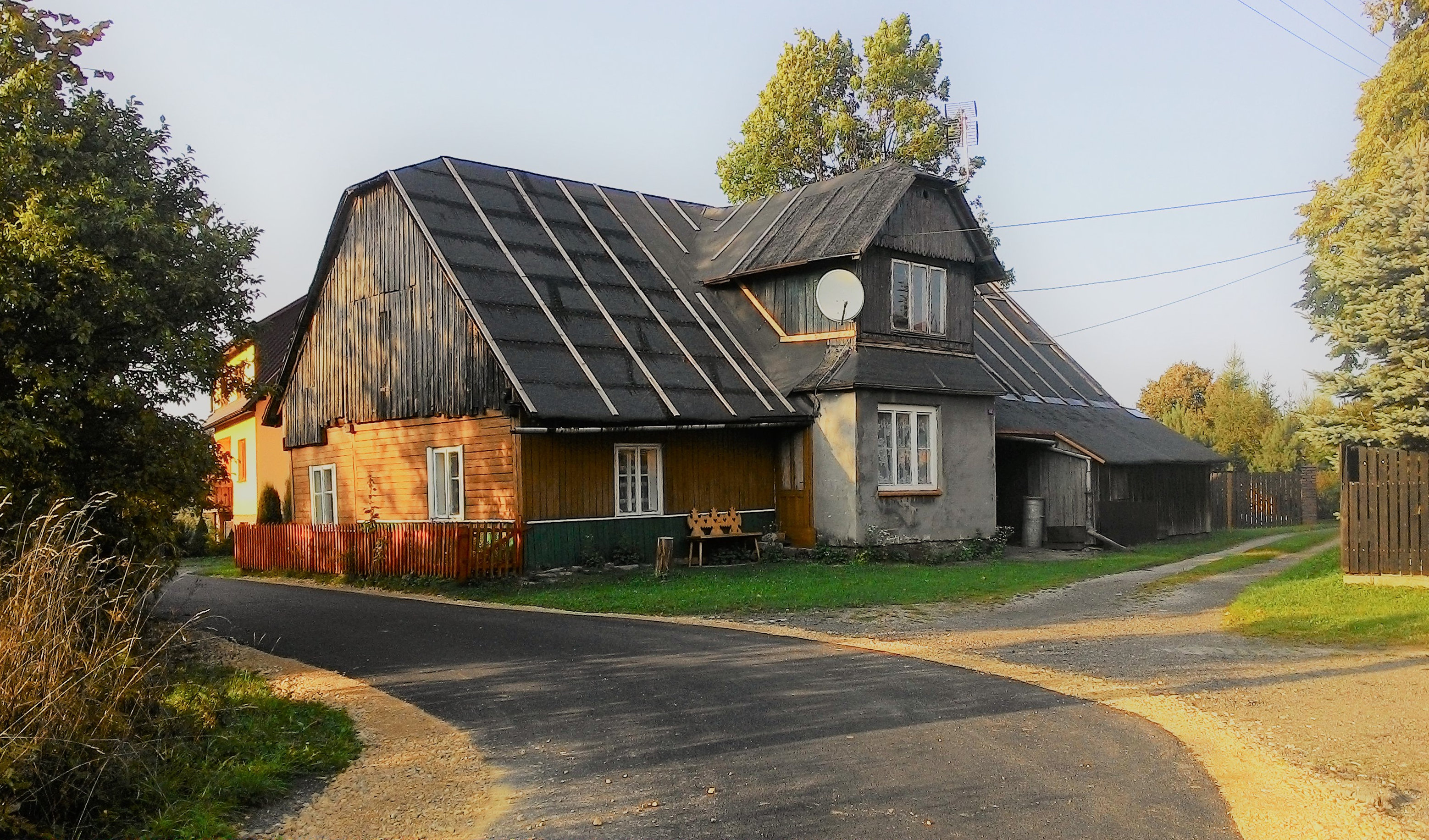
Stary dom w przysiółku Pydychy

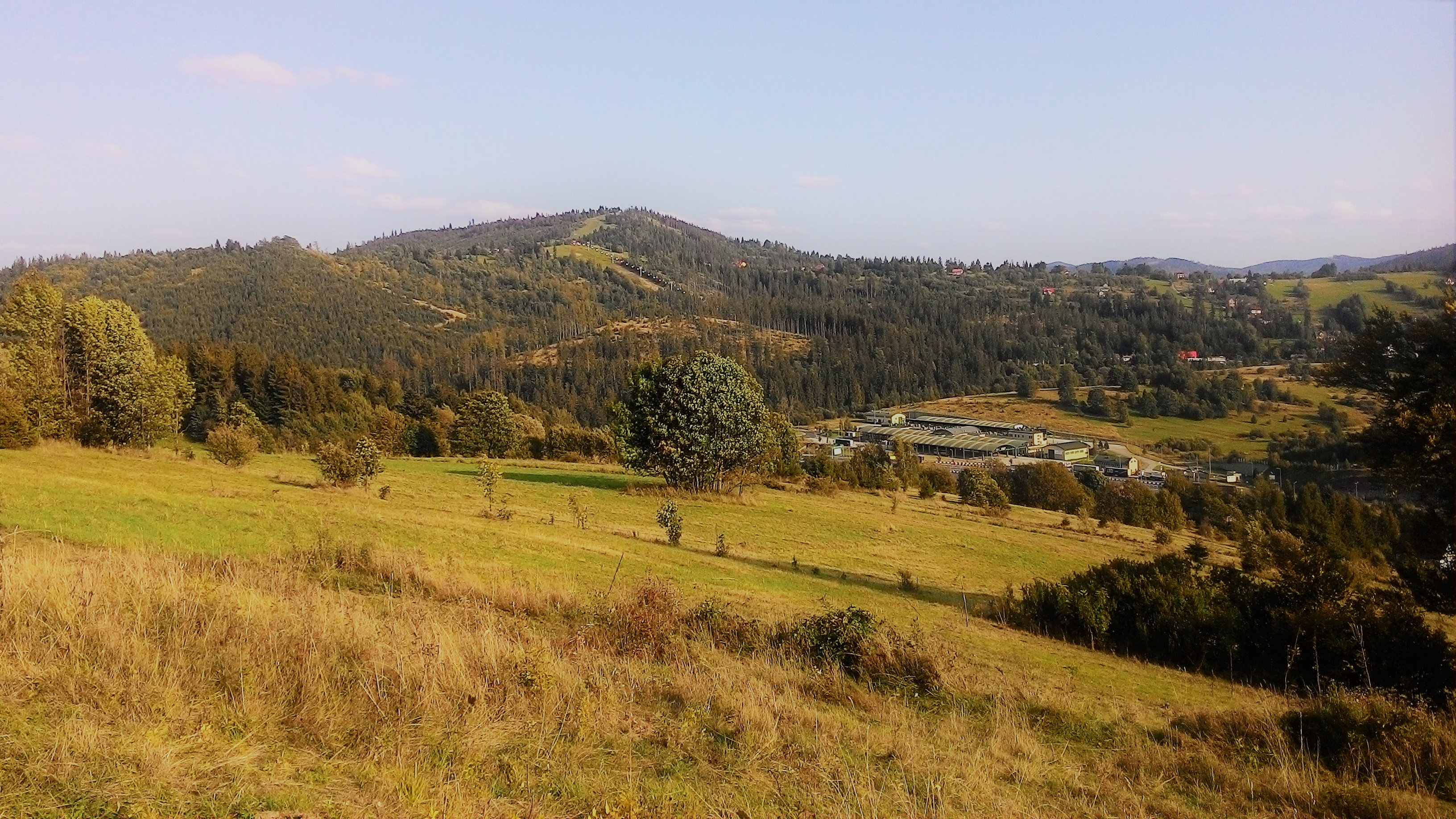
Widok na Rachowiec i przejście graniczne

Zwardoń – wieś w Polsce, położona w województwie śląskim, w powiecie żywieckim, w gminie Rajcza, pomiędzy trzema przełęczami – Przysłop, Zwardońską i Graniczne (centrum wsi na przełęczy Zwardońskiej) w zachodniej części Beskidu Żywieckiego, tuż przy granicy ze Słowacją.
W latach 1975–1998 wieś administracyjnie należała do województwa bielskiego, a w latach 1945–1975 tak jak cały powiat żywiecki do województwa krakowskiego.
Przez przełęcz prowadzi stara linia kolejowa (fragment dawnej strategicznej „kolei transwersalnej”), która łączy się w Żylinie z główną magistralą, biegnącą na południe do Bratysławy i dalej do Wiednia. 1 czerwca 1992 roku, po kilkudziesięciu latach przerwy uruchomiono tu kolejowe przejście graniczne Zwardoń-Skalité, 30 kwietnia 1995 roku całodobowe drogowe przejście Zwardoń-Myto-Skalité, zlokalizowane w przysiółku Myto na przełęczy Przysłop, a 6 stycznia 2006 roku drogowe przejście graniczne Zwardoń-Skalité. Wymienione przejścia graniczne zostały zlikwidowane 21 grudnia 2007 na mocy układu z Schengen. W Zwardoniu odbywa się co roku obóz naukowy organizowany przez olimpiadę matematyczną dla uczestników z najlepszymi wynikami.

## Integralne części wsi
| części wsi | Bór, Butorza, Gomułka, Graniczne, Groń, Kaniówka, Kapicówka, Lastoczka, Myto, Okrągłe, Orawcowa, Pydychy, Rachowiec, Skalane, Stańcówka, Węglarze |

## Historia
Zwardoń jest stosunkowo młodą miejscowością. Czas jego powstania nie jest dokładnie znany. Był to prawdopodobnie XVII wiek. Chociaż przypuszczalnie istniała tutaj wcześniej graniczna osada czy też punkt celny na szlaku handlowym.
Najstarszą częścią Zwardonia jest osiedle Myto. Prawdopodobnie około XVII-XVIII wieku, zjawiło się tutaj czterech braci o nazwisku Zwardoń. Na niczyich ziemiach postawili oni zagrody, zajmując się hodowlą owiec i bydła. Prawdopodobnie byli to osadnicy Wołoscy posuwający się zboczami gór Beskidu Żywieckiego, którzy nie znaleźli miejsca w zasiedlonych górach Beskidu Śląskiego, albo też włościanie przeniesieni w górne rejony Soły, z przeludnionych wsi dookoła Węgierskiej Górki.
Nazwa Zwardoń pojawia się na mapie końcem XVIII wieku przy istniejącym już wówczas bitym trakcie oraz w dokumentach określających zasięg cyrkułu myślenickiego (od 1821 roku wadowickiego). W końcu XVIII wieku za panowania cesarza Józefa II zbudowano przez Przełęcz Przysłop, zgodnie z przebiegiem starego szlaku handlowego,   trakt cesarski zwany „cesarką”. W XIX wieku Zwardoń znalazł się w dobrach Wielopolskich, ale od roku 1813 dobra Soli, a wraz z nią i Zwardonia przypadły  hrabiemu Szembekowi. Majątek ten w latach 70 XIX w. wykupili Habsburgowie (Albrecht i Karol).
3 listopada 1884 r. została otwarta linia kolejowa z Żywca do Czadcy leżącej ówcześnie na Węgrzech, przez Zwardoń. Teren ówczesnego Zwardonia (obecnie centrum) dookoła stacji kolejowej, na której zatrzymywały się pociągi pośpieszne jadące ze Lwowa przez Kraków do Wiednia, nazywał się „świńska młaka” – było to trzęsawisko otoczone lasami. Zwabieni możnością zarobków przybywali tu nie tylko mieszkańcy okolicznych przysiółków – zarębków, ale również ludzie z innych krajów. Osuszano „świńską młakę”, karczowano kupiony od właścicieli pobliski las i budowano drewniane chałupy, a bogatsi wznosili murowane domy. W chwili, gdy wjeżdżał pierwszy pociąg stało już 8 domostw. Po prawej stronie stacji istniały już małe skupiska osiedli – Pydychy i Groń, liczące po kilka zagród. Pięć lat później osada liczyła 18 domostw i 124 mieszkańców (64 mężczyzn i 60 kobiet). 1 czerwca 1891 roku został uruchomiony Urząd Pocztowy w Zwardoniu.
Budynek jednoklasowej szkoły ludowej powstał w roku 1901, przebudowany został w roku 1908. W roku 1918 powstała polska szkoła dwuklasowa, która w latach dwudziestych XX w. otrzymała imię Królowej Jadwigi.
W latach trzydziestych Zwardoń stał się bardzo znaną i modną stacją narciarską. Korzystny mikroklimat pozwalający na długie utrzymywanie się pokrywy śnieżnej, doskonałe bezleśne stoki od strony Rachowca i Skalanki, dobre połączenie kolejowe, powstające pensjonaty i schronisko Polskiego Towarzystwa Tatrzańskiego (PTT) sprawiły, że zaczęli zjeżdżać tu narciarze z całej Polski (zimą kursowały nawet specjalne pociągi z Warszawy) i pod tym względem Zwardoń odciążył nieco nawet Zakopane. W roku 1929 założono w Zwardoniu Koło żywieckiego Oddziału Babiogórskiego PTT, które wkrótce zorganizowało tzw. „zbiorową stację turystyczną”. Głównymi twórcami tego koła byli M. Augustynowicz, W. Pantofliński, inż. Pretrusiewicz oraz inż. Baecker. Dysponowała ona w okolicznych domach góralskich ponad 100 miejscami noclegowymi, wykorzystywanymi głównie przez narciarzy. W roku 1930 w Zwardoniu (jak podaje przewodnik W. Midowicza „Zwardoń i okolica”) istniała skocznia narciarska. W styczniu 1933 r. Oddziały PTT w Bielsku i Żywcu wspólnym wysiłkiem otwarły tu popularne później schronisko nazwane "Dworcem Beskidzkim".
W okresie międzywojennym w miejscowości stacjonowała placówka Straży Granicznej I linii „Zwardoń”.
W czasie II wojny światowej, podobnie jak w wielu wsiach Żywiecczyzny wcielonej do Niemiec narodowo-socjalistycznych, Niemcy przeprowadzili akcję wysiedleńczą. Zwardoń musiało opuścić 356 dotychczasowych mieszkańców, a w ich miejsce osiedlono 53 kolonistów niemieckich.
Po wkroczeniu Niemców ani kierownik miejscowej szkoły, Edward Ziarko, ani też nauczycielki, nie stawili się do pracy. W związku z tym inspektor szkolny Horodyski z Żywca mianował kierownikiem Jana Górnego. Niemcy zezwolili na naukę w szkole. Rok szkolny 1939/1940 rozpoczął się w Zwardoniu w listopadzie. Grono pedagogiczne wraz z kierownikiem stanowiły nauczycielki – Danuta Milewska i Maria Opałko.
W roku 1940 zamknięta została polska szkoła, nauczyciele zwolnieni. Budynek szkoły został rozbudowany przez Niemców i mieściła się w nim szkoła niemiecka oraz magazyny. W roku 1942 otwarto polską jednoklasową szkołę w budynku Justyny Wolancz. Uczyła jedna nauczycielka Helena Michna. Szkoła ta czynna była aż do wiosny 1945 roku.
W okresie okupacji niemiecko-nazistowskiej schronisko „Dworzec Beskidzki” zostało początkowo przekazane organizacji N.S. Gemeinschaft „Kraft durch Freude”, a od 1940 r. żywieckiemu oddziałowi Beskidenverein.
Po zakończeniu działań wojennych natychmiast przystąpiono do doprowadzenia szkoły do stanu używalności. Po dziesięciu dniach wytężonej pracy szkoła stanęła otworem dla dzieci i dorosłych. 11 maja rozpoczęły się zajęcia lekcyjne, które prowadziła jedyna nauczycielka – Danuta Milewska. W roku szkolnym 1945/1946 powrócił kierownik Edward Ziarko. Budynek posiadał tylko trzy izby lekcyjne oraz gabinet pomocy naukowych, a musiał pomieścić 200 uczniów.
15 lutego 1946 roku ponownie uruchomiono Agencję Pocztową w Zwardoniu.
W roku 1961 powstał rezerwat przyrody Butorza o powierzchni 30,68 ha. Jest to rezerwat typu leśnego, powołany w celu ochrony dolnoreglowego boru świerkowego. Rozciąga się na północnych stokach Rachowca, na wysokości 600–800 m n.p.m.
W 1967 roku przystąpiono do budowy budynku nowej szkoły. 17 stycznia 1970 roku nastąpiło uroczyste otwarcie nowej szkoły, której nadano imię wojewody generała Aleksandra Zawadzkiego. Szkoła posiadała sześć sal lekcyjnych, dwie pracownie, zastępczą salę gimnastyczną, pokój nauczycielski, kancelarię, kuchnię, pomieszczenia pomocnicze i dwa mieszkania dla nauczycieli. 230 uczniów uczyło ośmiu nauczycieli.
Po roku 1989 dyrekcja szkoły w Zwardoniu wraz z gronem nauczycielskim rozpoczęła starania o przywrócenie imienia Królowej Jadwigi. Starania zostały zakończone 11 maja 1991 roku, gdy patron pezetpeerowski został zniesiony. 
30 kwietnia 1995 roku na Mycie zostało otwarte międzynarodowe drogowe przejście graniczne Zwardoń/Myto-Skalité, w którym uczestniczyli Prezes Rady Ministrów Józef Oleksy i Predseda vlády Slovenskej republiky Vladimír Mečiar.
15 lipca 1998 roku Ministrowie Transportu Polski i Słowacji dokonali wmurowania kamienia węgielnego pod budowę połączenia drogowego pomiędzy słowacką autostradą D3, a polską drogą szybkiego ruchu S1, które zostało otwarte 16 stycznia 2006 roku. 21 grudnia 2007 na mocy układu z Schengen funkcjonowanie przejścia zostało zawieszone.
W listopadzie 2019 r. w schronisku „Chata pod Skalanką” odsłonięto tablice dedykowaną pamięci por. Stanisława Kopika ps. „Zemsta” i jego żołnierzom z oddziału Narodowych Sił Zbrojnych.
W latach 1945–1991 stacjonowała tu strażnica Wojsk Ochrony Pogranicza. 16 maja 1991 roku strażnica została przejęta przez Straż Graniczną. 

## Religia
Na terenie wsi działalność duszpasterską prowadzi Kościół Rzymskokatolicki (parafia Nawiedzenia NMP).

## Turystyka

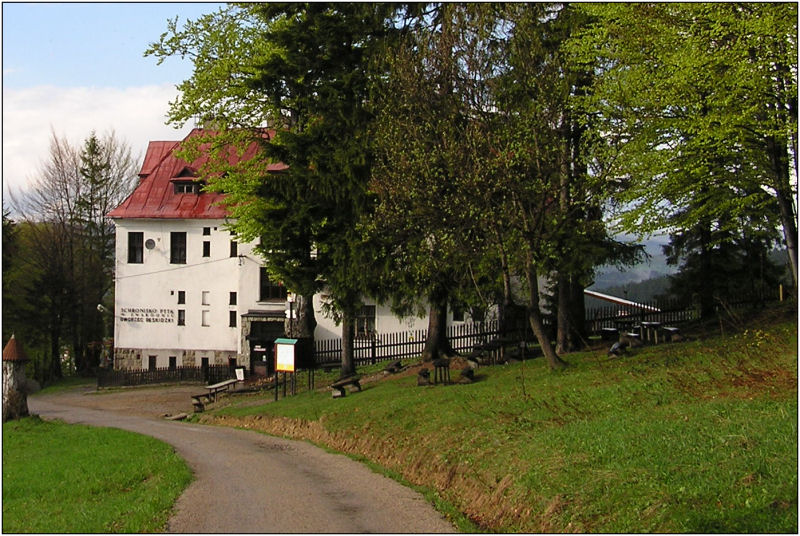
Schronisko PTTK „Dworzec Beskidzki” w Zwardoniu

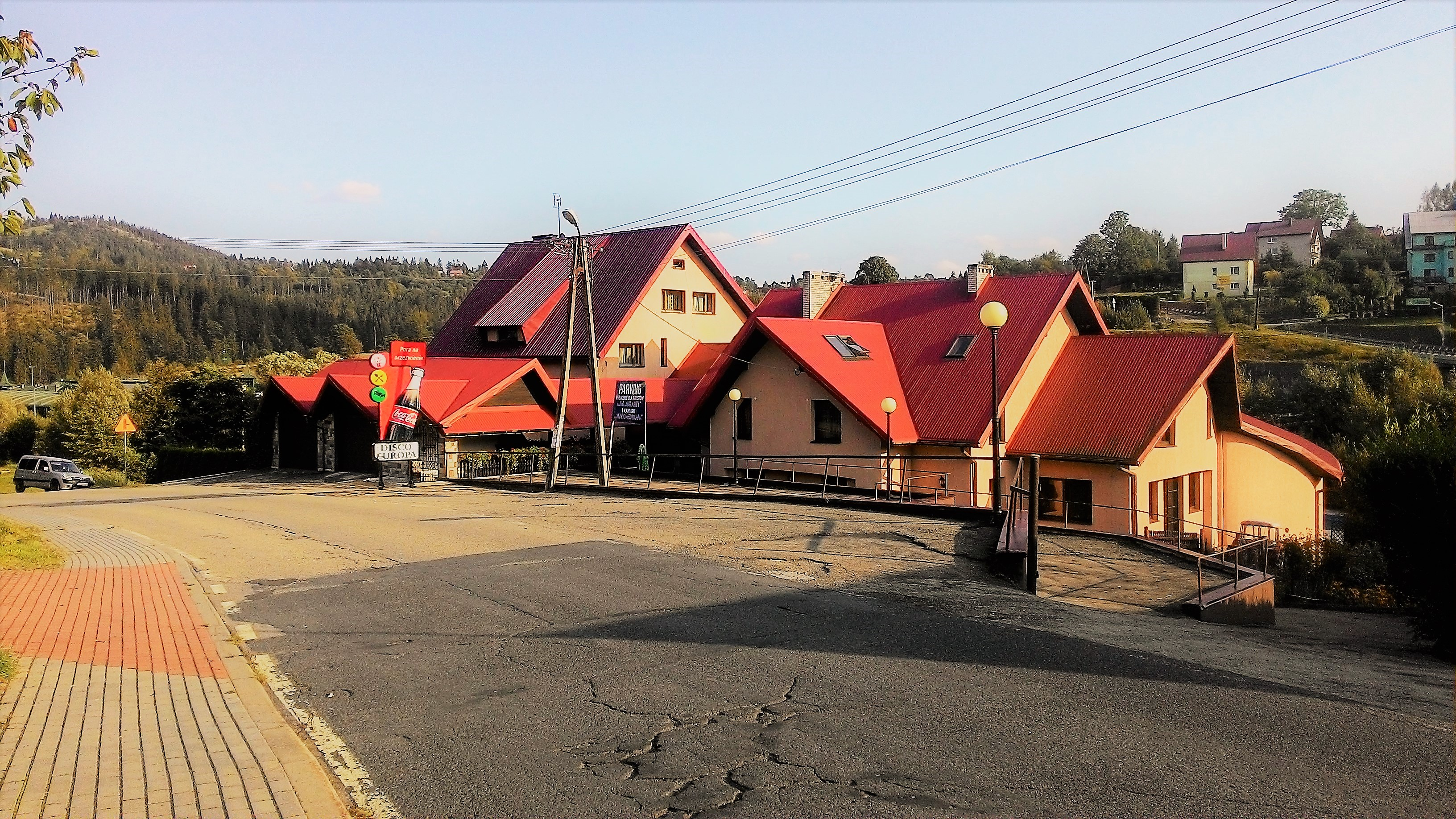
Dom wczasowy Granit

Miejscowość jest znana jako miejsce zimowego wypoczynku, głównie za sprawą dobrze rozwiniętej infrastruktury turystycznej, a przede wszystkim sieci wyciągów narciarskich (około 15 wyciągów). W sezonie 2012/2013 Zwardoń wzbogacił się o pierwszy wyciąg krzesełkowy w Stacji Narciarskiej Zwardoń Ski. Tutejszy charakterystyczny mikroklimat powoduje, że pokrywa śnieżna w okolicach przełęczy utrzymuje się czasem aż do kwietnia.
Tuż ponad centrum wsi – 20 minut drogi od stacji kolejowej – znajdowało się schronisko PTTK „Dworzec Beskidzki” w Zwardoniu (nieczynne od 2010).

### Szlaki piesze ze Zwardonia
- na Wielką Raczę przez Skalankę – 4.45 h, 4.15 h.
- do Koniakowa i na Baranią Górę – 6 h.
- do Soli (2.5 h) przez Rachowiec (1 h).
- łącznik do szlaku  na Rachowiec (1 h) przechodzący obok Schroniska PTTK w Zwardoniu (15 min.).

W 2011 PTTK zlikwidowało szlak  do Kolonii (Rycerka Górna) (ok. 4 h).
Przy dawnym turystycznym przejściu granicznym Górka Gomółka-Skalité Serafínov znajduje się słowacki szlak   do przystanku kolejowego w Skalitem-Serafinovie.